# Radikal 205
Radikal 205 mit der Bedeutung „Frosch, Amphibium“ ist eines von vier traditionellen Radikalen der chinesischen Schrift mit 13 Strichen.
Mit 8 Zeichenverbindungen in Mathews’ Chinese-English Dictionary kommt es nur sehr selten im Lexikon vor.
Eine Schreibvariante ist 黾.

## Schriftzeichenverbindungen, die vom Radikal 205 regiert werden
| Striche | Zeichen  |
| ------- | -------- |
| +0      | 黽 黾    |
| +04     | 黿       |
| +05     | 鼀 鼁 鼂 |
| +06     | 鼃 鼄    |
| +08     | 鼅       |
| +10     | 鼆       |
| +11     | 鼇       |
| +12     | 鼈 鼉 鼊 |

 Im Unicodeblock Kangxi-Radikale ist das Radikal 205 unter der Codepointnummer 12.236 (U+2FCC) codiert.